# 健田村
健田村（たけだむら）は、千葉県安房郡（朝夷郡）にかつて存在した村である。
現在の南房総市の東部（旧千倉町）に位置している。内房線千倉駅を擁する南房総観光の拠点であった。南房総市立健田小学校などにその名をとどめる。

## 沿革
- 1889年（明治22年）4月1日 - 町村制の施行により川戸村、瀬戸村、大貫村、宇田村、牧田村が合併して朝夷郡健田村が発足。
- 1897年（明治30年）4月1日 - 朝夷郡が安房郡に編入。
- 1921年（大正10年）6月1日 - 北条線（現内房線）安房北条駅（現館山駅） - 南三原駅間の延伸開業にともない千倉駅が開業。駅名は近隣の拠点である隣の千倉町から取られた。
- 1954年（昭和29年）4月1日 - 千倉町、七浦村と合併し、改めて千倉町を新設。同日健田村廃止。
- 2006年（平成18年）3月20日 - 千倉町が、富浦町、富山町、白浜町、丸山町、和田町、三芳村と合併して南房総市を新設。

## 交通

### 鉄道
- 国鉄（現JR東日本）
  - 内房線：千倉駅